# Eficiência
Eficiência: quantidade de divisões ordenada de uma tarefa.
Eficiência é a capacidade de um administrador para conseguir produtos mais elevados em relação aos insumos necessários para obtê-los. A capacidade de “fazer as coisas direito”.  

## Física
A eficiência representa uma medida segundo a qual os recursos são convertidos em resultados de forma mais econômica. Na física e engenharia, define-se eficiência como sendo a relação entre a energia fornecida a um sistema (seja em termos de calor ou de trabalho) e a energia produzida pelo sistema (normalmente na forma de trabalho). A eficiência de um processo é definida como:
{\displaystyle \eta ={\frac {W}{energia}}}
onde
W é a quantidade de trabalho útil produzido no processo;
energia é a quantidade de energia oferecida ao sistema.
Num sistema fechado, a eficiência è estritamente menor que 100%.

## Economia
Eficiência econômica é definida como uma situação em que não há mais nada para melhorar sem piorar alguma outra coisa. Dependendo do contexto, o termo é utilizado para dois conceitos relacionados mas não equivalentes:
- Eficiência de alocação ou Eficiência de Pareto: Arranjo já ideal entre duas partes, em que qualquer mudança para assistir uma parte prejudicaria a outra;
- Eficiência produtiva: Arranjo já ideal, em que nenhuma produção adicional pode ser obtida sem aumentar os custos.

A eficiência econômica é, portanto, um termo genérico dado aos valores determinados para uma dada situação, visando estimar a quantidade de desperdício ou "atrito" (ou outras características econômicas indesejadas) presentes no quadro analisado.

## Energia e ambiente
A eficiência energética consiste na ideia de otimização de um determinado projeto elétrico, através de estudos baseados num levantamento pormenorizado de todo o sistema elétrico, a fim de apontar algumas medidas de racionalização da energia elétrica e de segurança para as pessoas ali presentes, consequentemente, reduzindo a demanda de energia e impactos ambientais causados pela criação de novas usinas hidrelétricas ou de outro tipo. Eficiência pressupõe que na produção de qualquer bem se utilizem o mínimo de recursos, aos mais baixos custos.
Eficiência econômica ou eficiência alocativa tem por objetivo alcançar o mais alto nível de bem-estar social dada uma determinada estrutura de valores (oferta e demanda). O bem-estar social é máximo quando o custo marginal da última unidade produzida for igual a sua utilidade para a sociedade.